# تيس

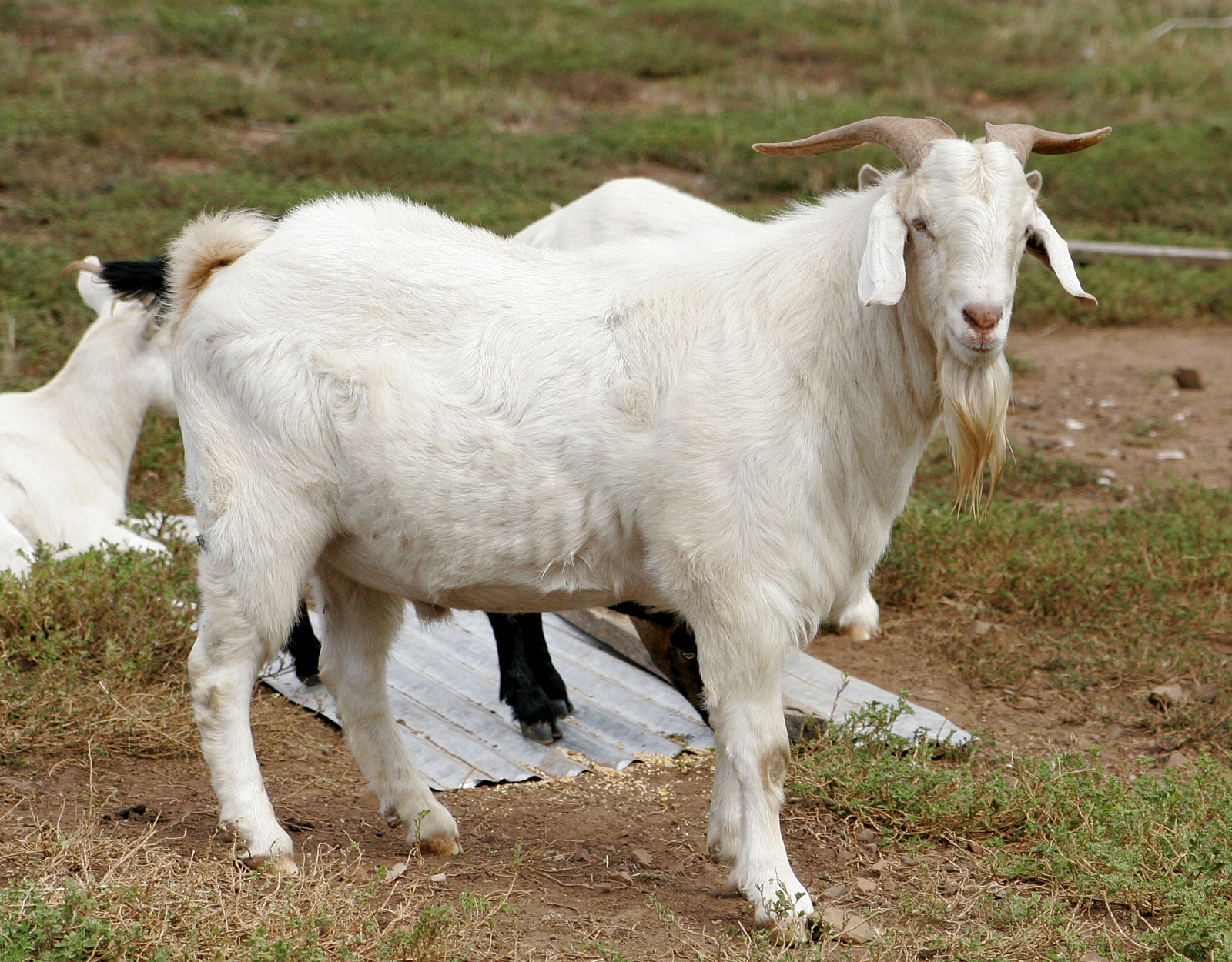
تيس أبيض

التَّيْس هو ذكر الماعز، يتميز أحيانا بقرونه على شكل آلة الكِنَّارَة (هناك بعض السلالات لها قرون تنحني إلى الخلف)، وبعُثْنُون ضيق عند الفك السفلي وبرائحة قوية جدا.